# New Rose Hotel (film)
New Rose Hotel è un film del 1998, diretto da Abel Ferrara. Il soggetto è liberamente tratto dall'omonimo racconto dello scrittore William Gibson, pubblicato sulla rivista di fantascienza Omni (1984) e successivamente incluso nell'antologia La notte che bruciammo Chrome (1986).
Il film partecipò alla 55ª Mostra internazionale d'arte cinematografica di Venezia.

## Trama
In un futuro prossimo le grandi multinazionali dominano l'economia mondiale. Nella logica di una spietata concorrenza, L'Hosaka è determinata a sottrarre alla rivale Maas Biolabs il suo scienziato più prestigioso, il giapponese Hiroshi. X e Fox sono gli specialisti in questo tipo di defezioni. Per avvicinare Hiroshi i due protagonisti si avvalgono della collaborazione di Sandii, una giovane prostituta di origine italiana.
Le cose sembrano andare per il meglio finché, una volta eseguito il trasferimento, un'epidemia fulminante uccide Hiroshi e altri importanti scienziati dell'Hosaka. A fare il doppio gioco è stata Sandii, ingaggiata fin dal principio dalla Maas Biolabs che aveva deciso di sacrificare il suo scienziato più importante per eliminare in un solo colpo tutti quelli della concorrente Hosaka. Braccati dai sicari dell'Hosaka, Fox rimane ucciso mentre X si rifugia in un hotel a capsule nei pressi dell'aeroporto di Tokyo, il New Rose Hotel, in attesa che il suo destino si compia.

## Differenze col racconto
La sceneggiatura del film è stata scritta ampliando notevolmente la trama del racconto di William Gibson e ha introdotto alcune differenze rispetto all'opera originaria. In particolare il personaggio di Sandii, interpretato da Asia Argento, nel film è di origini italiane, mentre nel racconto è descritta come una gaijin con lineamenti asiatici e di origini eurasiatiche; nel film è tratteggiata come una prostituta opportunista, mentre nel racconto è una spietata mercenaria che usa il suo fascino per raggiungere gli obiettivi prefissati. Nel film sono inseriti molti personaggi che non compaiono nel racconto, strumentali allo sviluppo della storia altrimenti troppo breve per la durata del film.

## Colonna sonora
A curare le musiche del film doveva essere Joe Delia, storico collaboratore di Ferrara, ma fu licenziato da Pressman per alcuni dubbi e diverbi avuti nella post-produzione.